# Quentalia lividia
Quentalia lividia är en fjärilsart som beskrevs av Druce 1887. Quentalia lividia ingår i släktet Quentalia och familjen silkesspinnare. Inga underarter finns listade.

## Bildgalleri

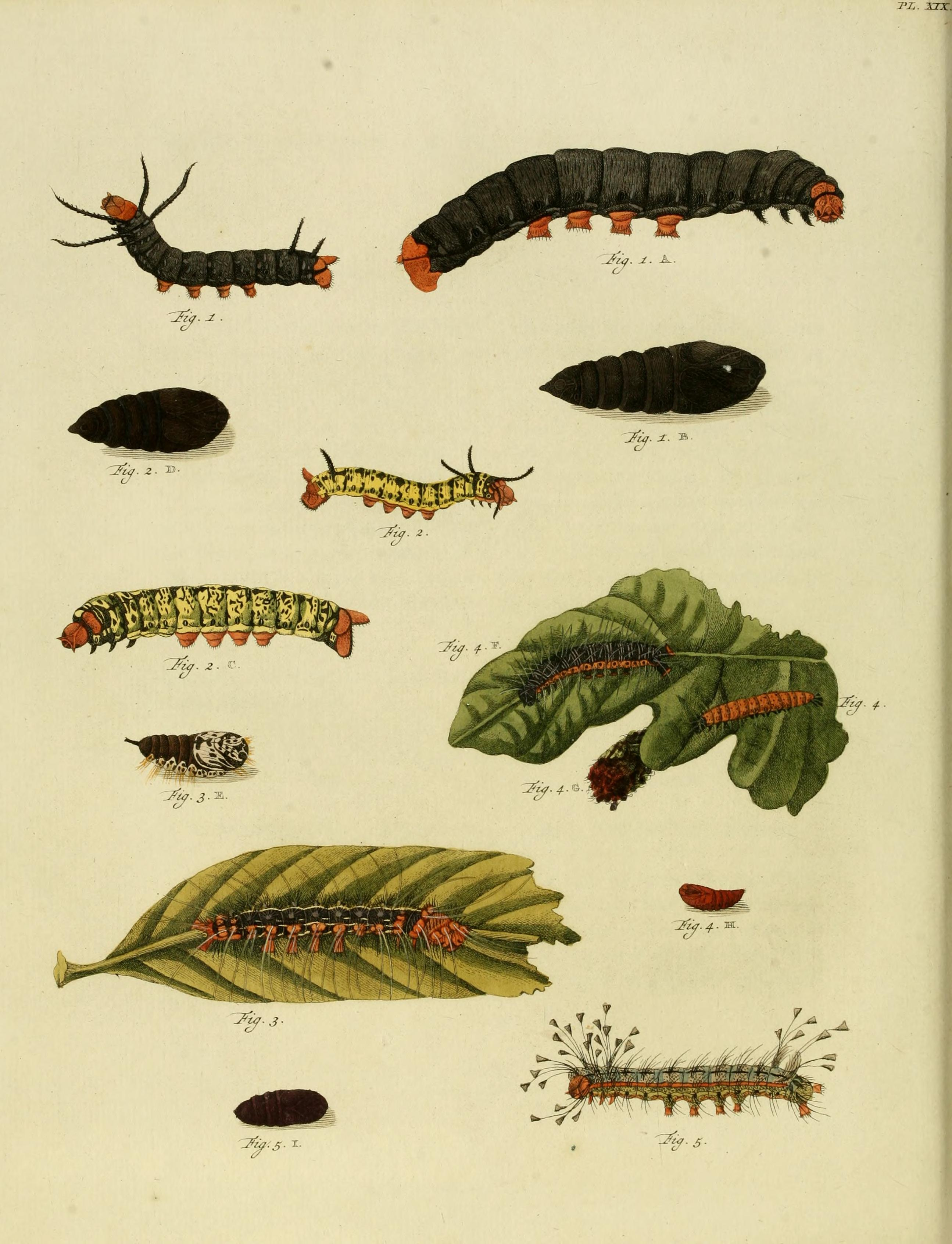
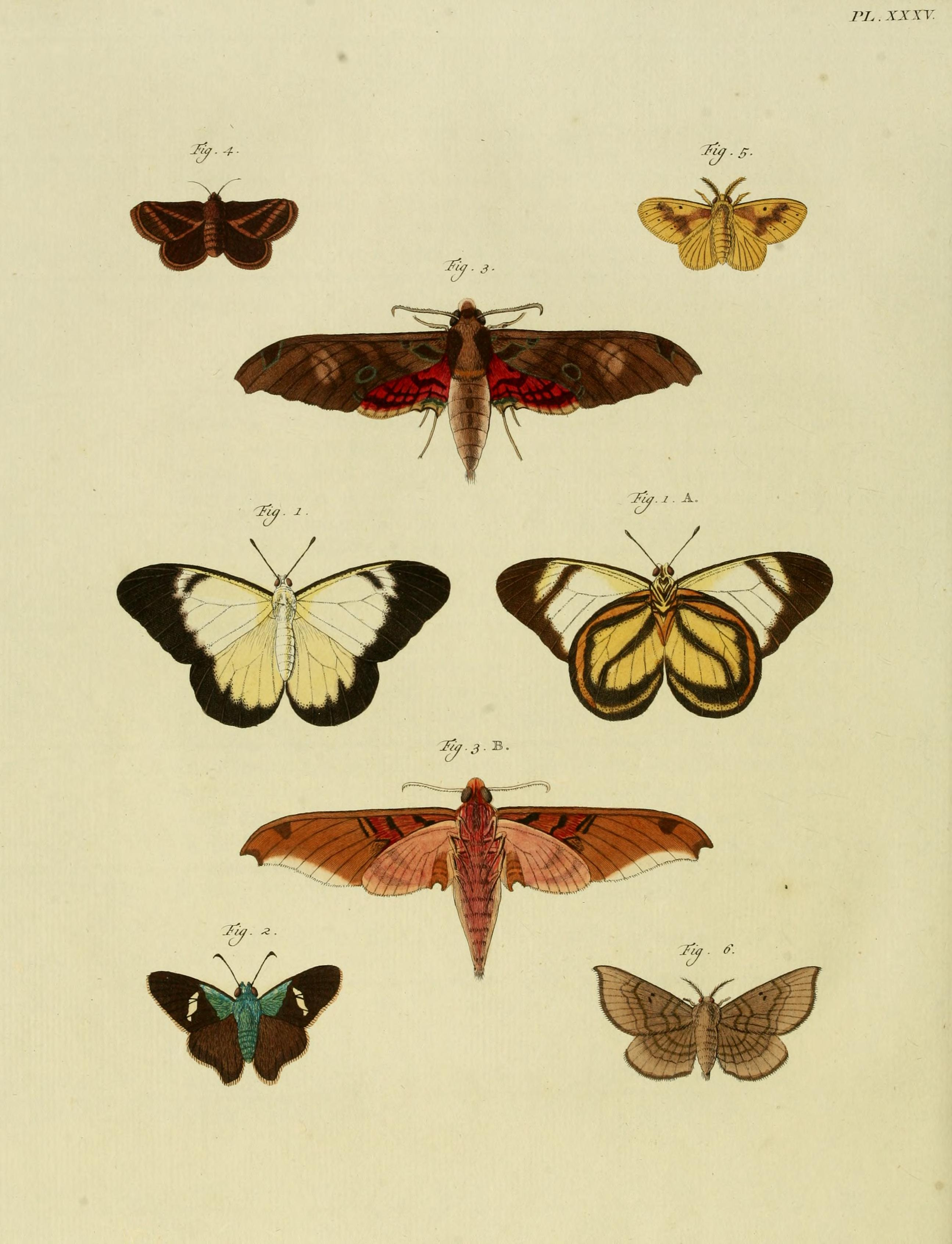